# Régiment de Balincourt cavalerie
Le régiment de Balincourt est un régiment de cavalerie du royaume de France créé en 1668.

## Création et différentes dénominations
- 1668 : création du régiment de Thianges cavalerie
- 24 janvier 1674 : renommé régiment de Florensac cavalerie
- 8 août 1679 : réformé, sa compagnie Mestre de camp étant incorporée dans le régiment d'Arnolphiny cavalerie
- 1er octobre 1682 : rétablissement du régiment de Florensac cavalerie
- 31 mars 1693 : renommé régiment de Talmont cavalerie
- février 1705 : renommé régiment de La Trémoille cavalerie
- 1719 : renommé régiment de Turenne cavalerie
- 28 janvier 1735 : renommé régiment de Grammont cavalerie
- 1759 : renommé régiment de Balincourt cavalerie
- 1er décembre 1761 : réformé par incorporation au régiment Royal-Roussillon cavalerie

## Équipement

### Étendards
6 étendards de « ſoye jaune, Soleil au milieu brodé, & frangez d’or ».

Étendards
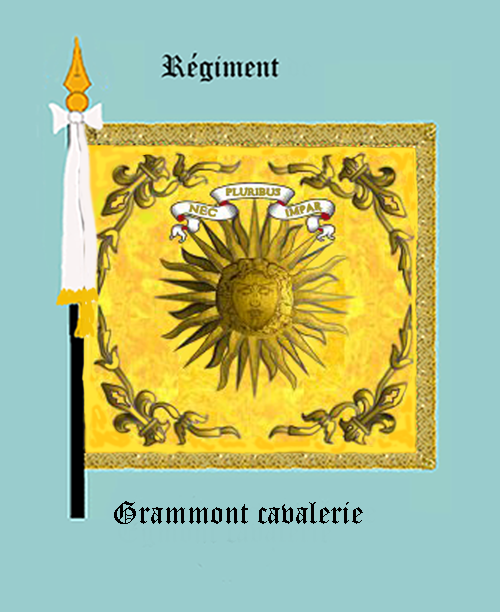
régiment de Grammont cavalerie, avers

### Habillement

Uniformes
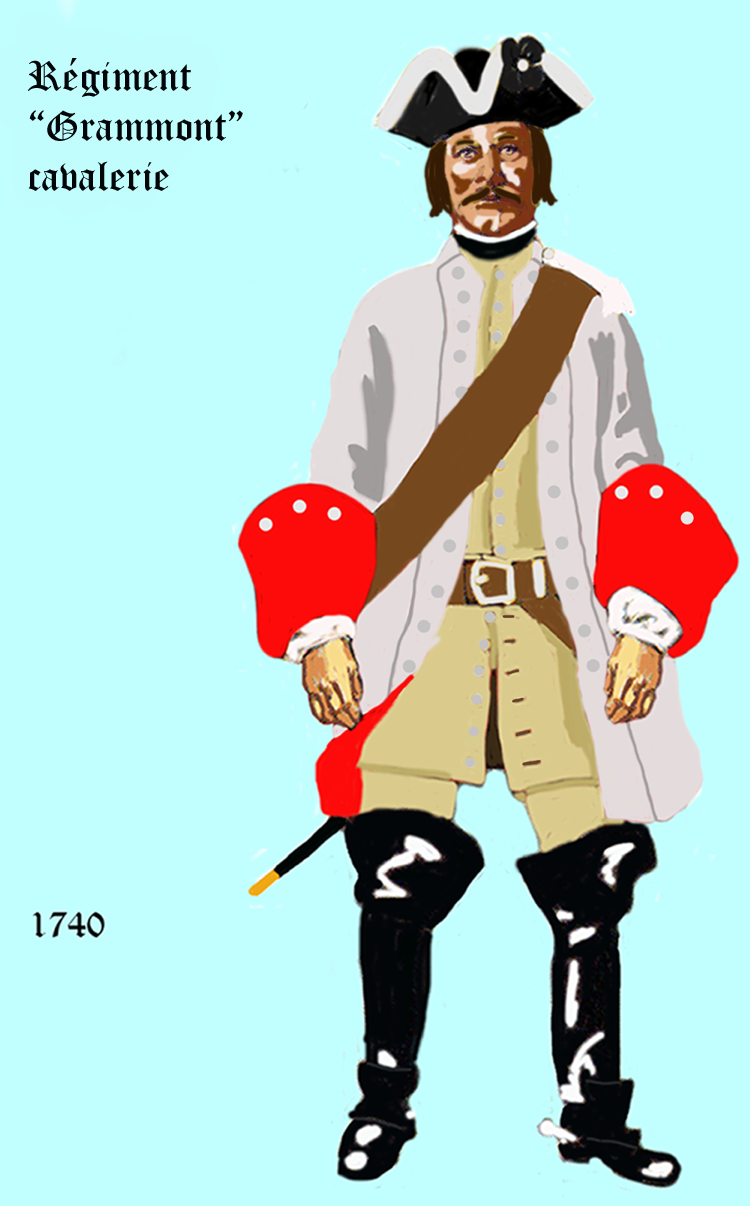
régiment de Grammont cavalerie de 1740 à 1757
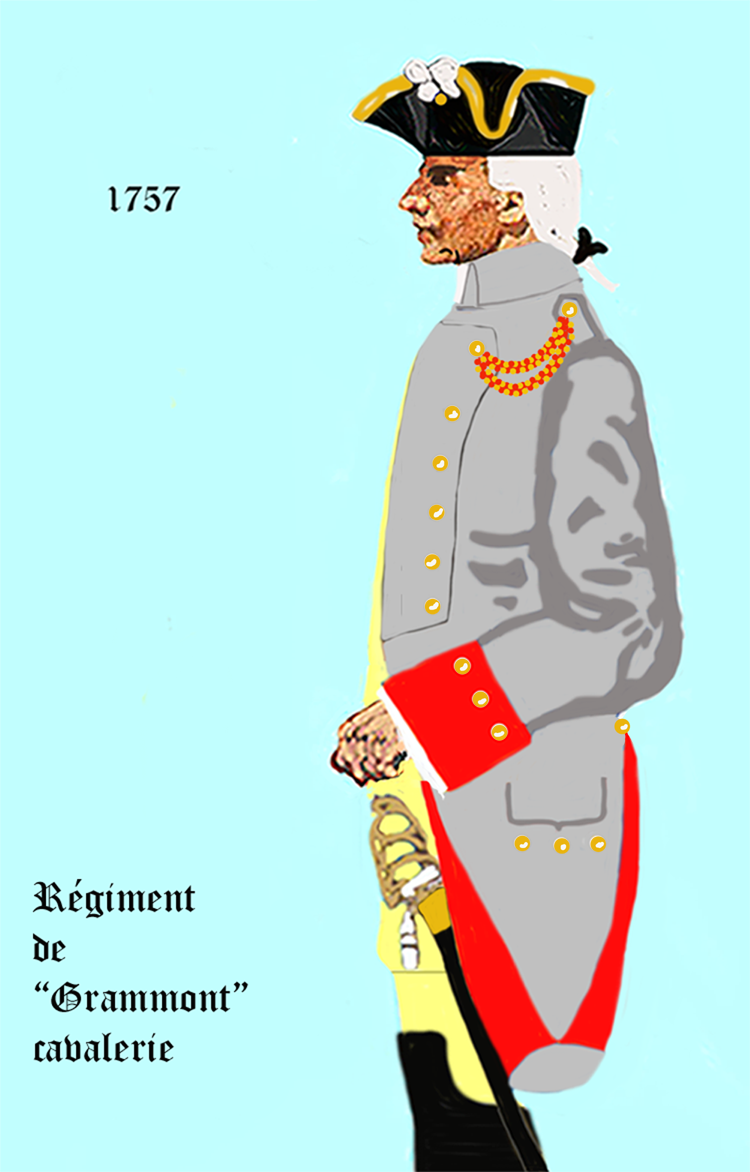
de 1757 à 1761

## Historique

### Mestres de camp
- 1668 : marquis de Thianges
- 24 janvier 1674 : Louis de Crussol d’Uzès, marquis de Florensac, brigadier de cavalerie le 24 août 1688, maréchal de camp le 30 mars 1693, † 15 mai 1716
- 31 mars 1693 : Frédéric Guillaume de La Trémoille, prince de Talmont, brigadier le 29 janvier 1702, maréchal de camp le 26 octobre 1704, lieutenant général le 29 mars 1710, † 21 juillet 1739
- février 1705 : La Trémoille, prince de Tarente
- 1719 : prince de Turenne
- 1723 : duc de Bouillon
- 28 janvier 1735 : Pierre de Grammont-Fallon, marquis de Grammont, brigadier le 20 février 1743, déclaré maréchal de camp en décembre 1745 par brevet expédié le 1er mai, déclaré lieutenant général en décembre 1748 par pouvoir expédié le 10 mai
- 1er décembre 1745 : Ferdinand, chevalier puis comte de Grammont, frère du précédent, brigadier le 1er janvier 1748, maréchal de camp le 10 février 1759
- 1759 : Charles Louis Testu de Balincourt, brigadier en 1762, maréchal de camp en 1770, † 29 octobre 1794

### Quartiers
- Villers-Sexelles[1]